# Zagłębie Sosnowiec (piłka nożna) w sezonie 1956
Historia sezonu 1956 w wykonaniu piłkarzy Zagłębia Sosnowiec

Ówczesna nazwa klubu: Stal Sosnowiec

Do sezonu 1956 drużyna Stali Sosnowiec jako świeżo upieczony wicemistrz Polski przystępowała z wielkimi nadziejami. Kadrę wzmocnił Antoni Ciszek z AKS Niwka. Pierwszy mecz nowego sezonu stanowił swoisty nokaut – beniaminek z Opola skompromitował sosnowiczan pokonując ich 5:1. Stal zrehabilitowała się przed swoją publicznością w kolejnym meczu – wygrywając 7:2 z warszawską Gwardią. W meczu hat-tricka zaliczył Krężel. W trakcie rundy wyjechali do NRD celem rozegrania towarzyskich meczów z Wismutem Karl-Marx-Stadt i Rotation Lipsk. Po powrocie Stal traciła punkty przegrywając 4 mecze z rzędu. Tym samym rundę wiosenną sosnowiczanie zamknęli na 9. pozycji w tabeli z 3 punktami przewagi na strefą spadkową.
Runda rewanżowa rozpoczęła się od zwycięstwa nad Budowlanymi 4:2. Znów trzy bramki strzelił Paweł Krężel. Jednak później przyszło 6 kolejnych porażek, z których najdotkliwszą była ta z krakowską Wisłą, bo aż 0:6! Wówczas Stal była w tabeli trzecia od końca z zaledwie 1 punktem przewagi na strefą spadkową Wówczas zatrudniono jako trenera-koordynatora Artura Waltera, który uprzednio prowadził też zagrożoną spadkiem Garbarnię Kraków. Wielkim wydarzeniem dla kibiców i historii Stali Sosnowiec było otwarcie nowego stadionu. Z tej okazji 7 października 1956 roku Stal miała rozegrać mecz z węgierskim Vasasem Budapeszt. W święcie przeszkodziła pogoda i mecz rozegrano na stadionie przy Al. Mireckiego w Sosnowcu, a zwycięsko z niego wyszli Węgrzy (wynik 5:0).
Ostatecznie 21 października 1956 roku sosnowiczanie podjęli na Stadionie Ludowym w Szopienicach drużynę Gwardii Bydgoszcz. Publiczność w liczbie 40.000 ludzi musiała zadowolić się remisem. Pierwszą bramkę na nowym stadionie zdobył w 7 minucie meczu Czesław Uznański. Brak zwycięstwa sprawił, że drużyna z Sosnowca musiała praktycznie do końca walczyć o utrzymanie. Ostatnia kolejka zdecydowała o wszystkim. Remis bydgoskiej Gwardii i wysokie zwycięstwo Stali nad ostatnią w tabeli Garbarnią ustaliły ostateczny układ w tabeli. Stal utrzymała się w lidze, a Gwardia spadła do II ligi.
W rundzie rewanżowej w barwach Stali debiutowali wychowankowie: Antoni Komoder i Włodzimierz Śpiewak.
Zanim jednak rozegrano ostatnie mecze I ligi w sezonie 1955, Stal zagrała w Chorzowie z miejscowym Konstalem mecz 1/16 finału Pucharu Polski w sezonie 1956/1957. Wygrana 4:3 dała sosnowiczanom awans do kolejnej rundy, która była już rozgrywana w 1957 roku. W meczu w barwach Stali zadebiutowali Błaszkiewicz, Taszka i Ząbczyński.

## Kadra
Bramkarze: Jan Błaszkiewicz, Aleksander Dziurowicz
Obrońcy: Antoni Komoder, Ryszard Krajewski, Marian Masłoń, Roman Musiał, Włodzimierz Śpiewak
Pomocnicy: Antoni Komoder, Witold Majewski, Józef Pocwa, Jerzy Taszka, Jan Ząbczyński
Napastnicy: Antoni Ciszek, Ryszard Głowacki, Paweł Krężel, Augustyn Pocwa, Alfred Poloczek, Marian Szymczyk, Czesław Uznański
Trener: Włodzimierz Dudek
Prezes: Eugeniusz Zawadzki

### Przybyli
- Jan Błaszkiewicz (?)
- Antoni Ciszek (AKS Niwka)
- Antoni Komoder (wychowanek)
- Włodzimierz Śpiewak (wychowanek)
- Jan Ząbczyński (Kolejarz Sosnowiec)

### Odeszli
- Jan Powązka (Stal Kraśnik)
- Zdzisław Wspaniały (CWKS Wrocław)

## Rozgrywki ligowe[10]
W sezonie 1956 w I lidze wystartowało 12 drużyn:
1. Budowlani Opole (Odra) – beniaminek
2. CWKS Warszawa (Legia) – mistrz Polski 1955,
3. Garbarnia Kraków,
4. Górnik Zabrze – beniaminek,
5. Gwardia Bydgoszcz (Polonia),
6. Gwardia Warszawa,
7. Kolejarz Poznań (Lech),
8. Lechia Gdańsk,
9. ŁKS Łódź,
10. Ruch Chorzów,
11. Stal Sosnowiec (Zagłębie),
12. Wisła Kraków.

### Runda wiosenna
| Nr kolejki | Data       | Miejsce, ilość widzów               | Gospodarz skład | Gość skład | Wynik | Bramki | Sędzia       | Uwagi                                                                                                |
| ---------- | ---------- | ----------------------------------- | --- | --- | ----- | --- | ------------ | --- |
| 1          | 18.03.1956 | Opole, stadion Budowlantych, 10.000 | Budowlani Opole Paszkiewicz – Wrzos, Kania, Skronkiewicz, Rogowski, Strociak, Mielniczek, Jarek, Klik, Poplucz, Spałek Trener: Bieniek                            | Stal Sosnowiec Dziurowicz – Krajewski, Musiał, Masłoń, J. Pocwa, Poloczek, Ciszek, W. Majewski, Uznański, Krężel, A. Pocwa Trener: W. Dudek                 | 5:1   | 1:0 Klik 35', 2:0 Spałek 41', 3:0 Spałek 60', 4:0 Jarek 61', 5:0 Jarek 68', 5:1 Krężel 80'                                                                                | Mytnik       | Debiut Ciszka w Stali oraz debiut w I lidze                                                          |
| 2          | 25.03.1956 | Sosnowiec stadion Stali, 15.000     | Stal Sosnowiec Dziurowicz – Masłoń, Musiał, Krajewski, J. Pocwa, Poloczek, Ciszek, W. Majewski, Uznański, Krężel, A. Pocwa Trener: W. Dudek                       | Gwardia Warszawa Klanowski – Morawa, Maruszkiewicz, Ochmański, Hodyra, Szarzyński, Rusak, Lewandowski, Hachorek, Brzozowski, Baszkiewicz Trener: Brzozowski | 7:2   | 1:0 A. Pocwa 18', 2:0 Krężel 23', 3:0 Krężel 38', 4:0 Krężel 41', 4:1 Baszkiewicz 53', 5:1 Uznański 63' (rzut karny), 5:2 Baszkiewicz 67', 6:2 Ciszek 68', 7:2 Ciszek 80' | Marcinkowski | Hat-trick Krężela                                                                                    |
| 3          | 08.04.1956 | Poznań stadion na Dębcu 12.000      | Kolejarz Poznań Konenc – Sobkowiak, Słoma, Pietrzak, Szulc, Rosik, Wróbel, Gogolewski, Wojciechowski, Piechowiak, Anioła Trener: Tarka                            | Stal Sosnowiec Dziurowicz – Masłoń, Musiał, Krajewski, J. Pocwa, Poloczek, Ciszek, W. Majewski, Uznański, Krężel, Głowacki Trener: W. Dudek                 | 0:0   | brak | Hasselbusch  | |
| 4          | 15.04.1956 | Sosnowiec stadion Stali 20.000      | Stal Sosnowiec Dziurowicz – Masłoń, Musiał, Krajewski, J. Pocwa, Poloczek, Ciszek, W. Majewski, Uznański, Krężel, Głowacki Trener: W. Dudek                       | Lechia Gdańsk H. Gronowski – Musiał, Korynt, Lenc, Czubała, Kaleta, R. Gronowski, Górny, Rogocz, Nowicki, Kobylański Trener: Foryś                          | 0:0   | brak | Hołyst       | |
| 5          | 22.04.1956 | Zabrze stadion Górnika 25.000       | Górnik Zabrze Kaczmarczyk – Hajduk, Franosz, Dominik, Nowara, Olejnik, Fojcik, Gawlik, Jankowski, Czech, Wiśniowski Trener: Dziwisz                               | Stal Sosnowiec Dziurowicz – Masłoń, Musiał, Krajewski, J. Pocwa, Poloczek, Ciszek, W. Majewski, Uznański, Krężel, Głowacki Trener: W. Dudek                 | 1:2   | 0:1 Ciszek 10', 1:1 Wiśniowski 44' (rz. karny), 1:2 Ciszek 46' | Fronczyk     | |
| 6          | 29.04.1956 | Sosnowiec, stadion Stali 20.000     | Stal Sosnowiec Dziurowicz – Masłoń, Musiał, Krajewski, J. Pocwa, Poloczek, Ciszek, W. Majewski, Uznański, Krężel, Szymczyk Trener: W. Dudek                       | Wisła Kraków Kalisz – Piotrowski, Snopkowski, Budka, Michel, Jędrys, Machowski, Kościelny, Adamczyk, Budek, Morek Trener: Woźniak                           | 1:2   | 0:1 Morek 1', 1:1 Ciszek 47', 1:2 Morek 66' | Gorączniak   | |
| 8          | 13.05.1956 | Bydgoszcz stadion Gwardii 7.000     | Gwardia Bydgoszcz Burchardt – Dziadek, Szczepański, Murzyn, Kudła, Wiśniewski, H. Norkowski, Sylwestrzak, M. Norkowski, Nowacki, Wojciechowski Trener: Kotlarczyk | Stal Sosnowiec Dziurowicz – Masłoń, Musiał, Krajewski,n J. Pocwa, Poloczek, Ciszek, Głowacki, Uznański, W. Majewski, Szymczyk Trener: W. Dudek              | 2:2   | 0:1 Głowacki 25', 1:1 M. Norkowski 36', 2:1 Nowacki 55', 2:2 Szymczyk 65'                                                                                                 | Cyprys       | |
| 9          | 20.05.1956 | Sosnowiec, stadion Stali 15.000     | Stal Sosnowiec Dziurowicz – Masłoń, Musiał, Krajewski,n J. Pocwa, Poloczek, Ciszek, W. Majewski, Szymczyk, Krężel, Głowacki Trener: W. Dudek                      | CWKS Warszawa Szymkowiak – Słaboszowski, Grzybowski, Woźniak, Strzykalski, Zientara, Pol, Brychczy, Kempny, Kowal, Ciupa Trener: Koncewicz                  | 0:4   | 0:1 Kempny 9', 0:2 Ciupa 29', 0:3 Kempny 31', 0:4 Kempny 86' | Szlejfer     | W drużynie CWKS wystąpił były zawodnik Stal – Marceli Strzykalski                                    |
| 10         | 10.06.1957 | Sosnowiec stadion Stali 15.000      | Stal Sosnowiec Dziurowicz – Masłoń, Musiał, Jochemczyk, Szymczyk, J. Pocwa, Ciszek, W. Majewski, Uznański, Krężel, Krajewski Trener: W. Dudek                     | Ruch Chorzów Wyrobek – Ksol, Bartyla, Bomba, Suszczyk, Nieroba, Pala, Droździok, Alszer, Cieślik, Wiśniewski Trener: Niemiec                                | 1:4   | 1:0 Uznański 8', 1:1 Cieslik 17', 1:2 Musiał 54' (samobójczy), 1:3 Cieślik 60', 1:4 Wiśniewski 87'                                                                        | Kula         | Drużynę Ruchu prowadził były trener Stali Adam Niemiec                                               |
| 11         | 17.06.1956 | Kraków, stadion Garbarni 15.000     | Garbarnia Kraków Liszka – Bomba, Antoni Konopelski, Rychlik, Leśnik, Bieniek, Kolasa, Browarski, Piątek, Bożek, Satora Trener: Walter                             | Stal Sosnowiec Dziurowicz – Masłoń, Musiał, Krajewski, Szymczyk, J. Pocwa, Ciszek, W. Majewski, Uznański, Krężel, Głowacki Trener: W. Dudek                 | 3:2   | 0:1 Ciszek 17', 1:1 Kolasa 47', 1:2 Uznański 48', 2:2 Bożek 50', 3:2 Kolasa                                                                                               | Paszkowski   | |
| 7          | 24.06.1956 | Sosnowiec stadion Stali 3.000       | Stal Sosnowiec Dziurowicz – Masłoń, Musiał, J. Pocwa, Szymczyk, Poloczek, Ciszek, W. Majewski, Uznański, Głowacki, Krajewski Trener: W. Dudek                     | ŁKS Łódź Szczurzyński – Stusio, Wlazły, Baran, Jańczyk, Soporek, Jezierski, Pilarski, Szymborski, Kowalec, Mizgier Trener: Król                             | 3:1   | 0:1 Pilarski 16', 1:1 Uznański 56', 2:1 Ciszek 75', 3:1 W. Majewski 80'                                                                                                   | Gronowski    | zaległy mecz 7 kolejki przełożony ze względu na wyjazd Stali do NRD na mecz z Wismut Karl-Marx-Stadt |

### Runda jesienna
| Nr kolejki | Data       | Miejsce, ilość widzów                    | Gospodarz skład | Gość skład | Wynik | Bramki | Sędzia        | Uwagi                                                                                       |
| ---------- | ---------- | ---------------------------------------- | --- | --- | ----- | --- | ------------- | ------------------------------------------------------------------------------------------- |
| 12         | 05.08.1956 | Sosnowiec stadion Stali 20.000           | Stal Sosnowiec Dziurowicz – Masłoń, Musiał, Krajewski, Szymczyk, J. Pocwa, Ciszek, W. Majewski, Uznański, Krężel, Głowacki Trener: W. Dudek                       | Budowlani Opole Schura – Skronkiewicz, Kania, Wrzos, Rogowski, Klik, Mielniczek, Jarek, Poplucz, Strociak, Spałek Trener: Bieniek                                          | 4:2   | 0:1 Poplucz 10', 1:1 Głowacki 31', 2:1 Krężel 35', 3:1 Krężel 58', 3:2 Jarek 80', 4:2 Krężel 85'                                                       | Hołyst        |                                                                                             |
| 13         | 12.08.1956 | Warszawa stadion Skry 3.000              | Gwardia Warszawa Stefaniszyn – Ochmański, Maruszkiewicz, Hodyra, Wiśniewski, Brzozowski, Kubik, Lewandowski, Hachorek, Szarzyński, Baszkiewicz Trener: Brzozowski | Stal Sosnowiec Dziurowicz – Masłoń, Musiał, Krajewski, J. Pocwa, Poloczek, Śpiewak, Szymczyk, Uznański, Krężel, Głowacki Trener: W. Dudek                                  | 1:0   | 1:0 Szarzyński 63' | Mytnik        | Debiut Śpiewaka w I lidze i w barwach Stali                                                 |
| 14         | 19.08.1956 | Sosnowiec stadion Stali 10.000           | Stal Sosnowiec Dziurowicz – Masłoń, Musiał, Szymczyk, J. Pocwa, Poloczek, Ciszek, Głowacki, Uznański, Krężel, Krajewski Trener: W. Dudek                          | Kolejarz Poznań Paczkowski – Sobkowiak, Szafczyk, Piechowiak, Słoma, Pietrzak, Wojciechowski, Maciejak, Anioła, Wróbel, Rosik Trener: Tarka                                | 1:0   | 1:0 Ciszek 90' | Popłatek      |                                                                                             |
| 15         | 02.09.1956 | Gdańsk stadion Lechii 20.000             | Lechia Gdańsk H. Gronowski – Kusz, Korynt, Musiał, Czubała, Gross, R. Gronowski, Nowicki, Rogocz, Górny, Kobylański Trener: Foryś                                 | Stal Sosnowiec Dziurowicz – Masłoń, Musiał, Poloczek, J. Pocwa, Szymczyk, Ciszek, Głowacki, Uznański, Krężel, Krajewski Trener: W. Dudek                                   | 2:1   | 0:1 Krężel 54', 1:1 Musiał 71' (samobójczy), 2:1 Rogocz 76'                                                                                            | Gronowski     |                                                                                             |
| 16         | 09.09.1956 | Sosnowiec stadion Stali 20.000           | Stal Sosnowiec Dziurowicz – Masłoń, Musiał, Poloczek, Szymczyk, J. Pocwa, Krężel, Głowacki, Uznański, Komoder, Krajewski Trener: W. Dudek                         | Górnik Zabrze Machnik – Zimmermann, Franosz, Hajduk, Nowara, Olejnik, Szalecki, Gawlik, Lentner, Czech, Wiśniowski Trener: Dziwisz                                         | 0:1   | 0:1 Wiśniowski 56' | Paszkowski    | W 14' Uznański nie wykorzystał rzutu karnego Debiut Komodera w barwach Stali i w I lidze    |
| 17         | 16.09.1956 | Kraków stadion Wisły 25.000              | Wisła Kraków W. Machowski – Kawula, Snopkowski, Budka, Michel, Jędrys, M. Machowski, Kościelny, Rogoza, Gamaj, Adamczyk Trener: Woźniak                           | Stal Sosnowiec Dziurowicz – Masłoń, Musiał, Poloczek, J. Pocwa, Szymczyk, Głowacki – CzK, W. Majewski, Uznański, Krężel, Krajewski -CzK Trener: W. Dudek                   | 6:0   | 1:0 Gamaj 33', 2:0 Rogoza 42', 3:0 Rogoza 46', 4:0 Adamczyk 48', 5:0 M. Machowski 57', 6:0 Kościelny 75',                                              | Sperling      | Czerwone kartki otrzymali Głowacki i Krajewski, nie ma informacji o minutach ich otrzymania |
| 18         | 23.09.1956 | Łódź stadion ŁKS 30.000                  | ŁKS Łódź Szczurzyński – Stusio, Wlazły, Baran, Jańczyk, Soporek, Jezierski, Pilarski, Szymborski, Bączak, Kowalec Trener: Król                                    | Stal Sosnowiec Dziurowicz – Masłoń, Musiał, Poloczek, Szymczyk, J. Pocwa, Krężel, W. Majewski, Uznański, Głowacki, Komoder Trener: W. Dudek                                | 0:0   | brak | Śledziejowski |                                                                                             |
| 19         | 14.10.1956 | Warszawa Stadion Wojska Polskiego 20.000 | CWKS Warszawa Szymkowiak – Mahseli, Słaboszewski, Woźniak, Grzybowski, Zientara, Pol, Strzykalski, Kempny, Kowal, Ciupa Trener: Koncewicz                         | Stal Sosnowiec Dziurowicz – Masłoń, Musiał, Poloczek,n Szymczyk, J. Pocwa, Ciszek, W. Majewski, Uznański, Krężel, Głowacki Trener: W. Dudek                                | 1:0   | 1:0 Pol 21' | Koczner       | W 2.połowie Pol nie wykorzystał rzutu karnego                                               |
| 20         | 21.10.1956 | Szopienice Stadion Ludowy 30.000         | Stal Sosnowiec Dziurowicz – Masłoń, Musiał, Poloczek, Szymczyk, J. Pocwa, Ciszek, W. Majewski, Uznański, Krężel, Głowacki Trener: W. Dudek                        | Gwardia Bydgoszcz Burchardt – Dziadek, Szczepański, Murzyn, Malinowski, Lizurek, H. Norkowski, Wiśniewski, M. Norkowski, Nowacki, Wojciechowski Trener: Antoni Brzeżańczyk | 1:1   | 1:0 Uznański 7', 1:1 Nowacki 81' | Gronowski     | Pierwszy mecz Stali na Stadionie Ludowym                                                    |
| 21         | 11.11.1956 | Chorzów stadion Ruchu 10.000             | Ruch Chorzów R. Wyrobek – Gebur, Bartyla, Ksol, Suszczyk, Pieda, Pohl, Polok, Pala, Cieślik, Wiśniewski Trener: Niemiec                                           | Stal Sosnowiec Dziurowicz – Masłoń, Musiał, Poloczek, Szymczyk, J. Pocwa, Głowacki, W. Majewski, Uznański, Krężel, A. Pocwa Trener: W. Dudek                               | 3:1   | 1:0 Pala 46', 2:0 Polok 49', 2:1 Szymczyk 59' (rzut karny), 3:1 Pala 84' (rzut karny)                                                                  | Paszkowski    | Drużynę Ruchu prowadził były trener Stali Adam Niemiec                                      |
| 22         | 25.11.1956 | Szopienice Stadion Ludowy 10.000         | Stal Sosnowiec Dziurowicz – Masłoń, Musiał, Jochemczyk, Poloczek, Szymczyk, W. Majewski, Ciszek, Krężel, Uznański, Głowacki Trener: W. Dudek                      | Garbarnia Kraków Liszka – Krupnik, Konopelski, Bomba, Leśnik, Bieniek, Kolasa, Browarski, Kucharski, Satora, Pindelski Trener: Nowak                                       | 5:2   | 1:0 Szymczyk 2' (rzut karny), 2:0 Ciszek 13', 3:0 Krężel 25', 4:0 Krężel 35', 5:0 W. Majewski 44', 5:1 Konopelski 82', 5:2 Konopelski 89' (rzut karny) | Frąckowski    |                                                                                             |

### Tabela końcowa
Mistrzem Polski został CWKS Warszawa – drugi raz w historii klubu. Mistrzostwo uprawniało CWKS do startu w rozgrywkach Pucharu Mistrzów

Do II ligi spadły: Polonia Bydgoszcz i Garbarnia Kraków.

Król strzelców: Henryk Kempny (CWKS Warszawa) – 21 bramek.
| Lp. | Klub              | Mecze | Punkty | ZWY | REM | POR | Bramki (+) | Bramki (-) | Uwagi         |
| --- | ----------------- | ----- | ------ | --- | --- | --- | ---------- | ---------- | ------------- |
| 1   | CWKS Warszawa     | 22    | 34     | 15  | 4   | 3   | 65         | 17         | mistrz Polski |
| 2   | Ruch Chorzów      | 22    | 29     | 11  | 7   | 4   | 35         | 23         |               |
| 3   | Lechia Gdańsk     | 22    | 27     | 10  | 7   | 5   | 25         | 21         |               |
| 4   | ŁKS Łódź          | 22    | 26     | 10  | 6   | 6   | 38         | 26         |               |
| 5   | Wisła Kraków      | 22    | 23     | 9   | 5   | 8   | 38         | 34         |               |
| 6   | Górnik Zabrze     | 22    | 23     | 9   | 5   | 8   | 32         | 33         |               |
| 7   | Budowlani Opole   | 22    | 20     | 8   | 4   | 10  | 34         | 41         |               |
| 8   | Kolejarz Poznań   | 22    | 20     | 7   | 6   | 9   | 25         | 38         |               |
| 9   | Gwardia Warszawa  | 22    | 18     | 5   | 8   | 9   | 23         | 36         |               |
| 10  | Stal Sosnowiec    | 22    | 17     | 6   | 5   | 11  | 32         | 43         |               |
| 11  | Polonia Bydgoszcz | 22    | 15     | 5   | 5   | 12  | 20         | 36         | spadek        |
| 12  | Garbarnia Kraków  | 22    | 12     | 5   | 2   | 15  | 27         | 46         | spadek        |

## Rozgrywki Pucharu Polski[12]
Stal Sosnowiec w listopadzie 1956 r. wystartowała w sezonie 1956/1957 rozgrywek Pucharu Polski. Pierwszy mecz w ramach 1/16 finału zakończył się zwycięstwem sosnowiczan i skutkował awansem do kolejnej rundy. Ta odbyła się już w 1957 roku.

### Sezon 1956/1957[9]
| Runda       | Data       | Miejsce, ilość widzów                      | Gospodarz skład                                                    | Gość skład | Wynik | Bramki | Sędzia    | Uwagi                                                                                  |
| ----------- | ---------- | ------------------------------------------ | ------------------------------------------------------------------ | --- | ----- | --- | --------- | -------------------------------------------------------------------------------------- |
| 1/16 finału | 18.11.1956 | Chorzów „brak informacji o stadionie 3.000 | Konstal Chorzów brak informacji o składzie Trener: brak informacji | Stal Sosnowiec Błaszkiewicz – Jochemczyk, Musiał, Poloczek, Szymczyk (60' Taszka), Ząbczyński, W. Majewski, Uznański, Krężel, A. Pocwa Trener: W. Dudek | 3:4   | 1:0 Góralczyk 10', 1:1 Szymczyk 15', 1:2 Szymczyk 18', 2.2 Wandzik 25', 2:3 Krężel 40', 3:3 Mleczko 45', 3:4 Krężel 55' | Okołowicz | awans Stali do 1/8 finału Debiut Błaszkiewicza, Taszki i Ząbczyńskiego w barwach Stali |

## Występy piłkarzy

### Występy w lidze
W sezonie wystąpiło 16 zawodników Stali.
- 22 mecze – Aleksander Dziurowicz, Marian Masłoń, Roman Musiał;
- 21 meczów – Józef Pocwa, Czesław Uznański;
- 20 meczów – Paweł Krężel;
- 18 meczów – Ryszard Głowacki, Witold Majewski, Alfred Poloczek;
- 17 meczów – Antoni Ciszek, Ryszard Krajewski, Marian Szymczyk;
- 3 mecze – Paweł Jochemczyk, Augustyn Pocwa;
- 2 mecze – Antoni Komoder;
- 1 mecz – Włodzimierz Śpiewak.

### Występy w Pucharze Polski
W meczu rozgrywek Pucharu Polski zagrało 12 zawodników Stali.

#### Sezon 1956/1957
1 mecz – Jan Błaszkiewicz, Ryszard Głowacki, Paweł Jochemczyk, Paweł Krężel, Witold Majewski, Roman Musiał, Augustyn Pocwa, Alfred Poloczek, Marian Szymczyk, Jerzy Taszka, Jan Ząbczyński

## Zdobywcy bramek

### Zdobywcy bramek w lidze
W trakcie sezonu ligowego 32 gole dla sosnowieckiej drużyny zdobyło 7 zawodników Stali.
- 10 bramek – Paweł Krężel,
- 9 bramek – Antoni Ciszek,
- 5 bramek – Czesław Uznański
- 3 bramki – Marian Szymczyk,
- 2 bramki – Ryszard Głowacki, Witold Majewski,
- 1 bramka – Józef Pocwa.

### Zdobywcy bramek w Pucharze Polski
W trakcie rozgrywek Pucharu Polski 4 bramki dla Stali zdobyło dwóch zawodników – Krężel i Szymczyk.

#### Sezon 1956/1957
- 2 bramki – Paweł Krężel, Marian Szymczyk

## Pierwsze razy w barwach Stali

### Pierwszy występ ligowy
- Antoni Ciszek – 18.03.1956, Budowlani Opole – Stal Sosnowiec 5:1
- Włodzimierz Śpiewak – 12.08.1956, Gwardia Warszawa – Stal Sosnowiec 1:0
- Antoni Komoder – 09.09.1956, Stal Sosnowiec – Górnik Zabrze 0:1

### Pierwszy występ pucharowy
- Jan Błaszkiewicz – 18.11.1956, Konstal Chorzów – Stal Sosnowiec 3:4,
- Jerzy Taszka – 18.11.1956, Konstal Chorzów – Stal Sosnowiec 3:4,
- Jan Ząbczyński – 18.11.1956, Konstal Chorzów – Stal Sosnowiec 3:4

### Pierwszy gol w lidze
- Antoni Ciszek – 68 minuta na 6:2 – 25.03.1956, Stal Sosnowiec – Gwardia Warszawa 7:2

### Pierwszy gol w Pucharze Polski
- Marian Szymczyk – 15 minuta na 1:1 – 18.11.1956, Konstal Chorzów – Stal Sosnowiec 3:4

## Źródła
1. Jacek Skuta – Zagłębie Sosnowiec. Historia piłki nożnej. Wiara, która przetrwała – Zagłębie SA, Sosnowiec 2018
2. Mirosław Ponczek i Adam Fryc – Dzieje piłki nożnej mężczyzn w Sosnowcu – Progres, Sosnowiec 2006
3. zaglebie.eu – oficjalna strona klubu
4. 100% Zagłębie – www.zaglebie.sosnowiec.pl
5. portal WikiLiga.pl
6. portal 90minut.pl
7. portal hppn.pl